# 真観寺 (行田市)
真観寺（しんかんじ）は、埼玉県行田市にある真言宗智山派の寺院。

## 歴史

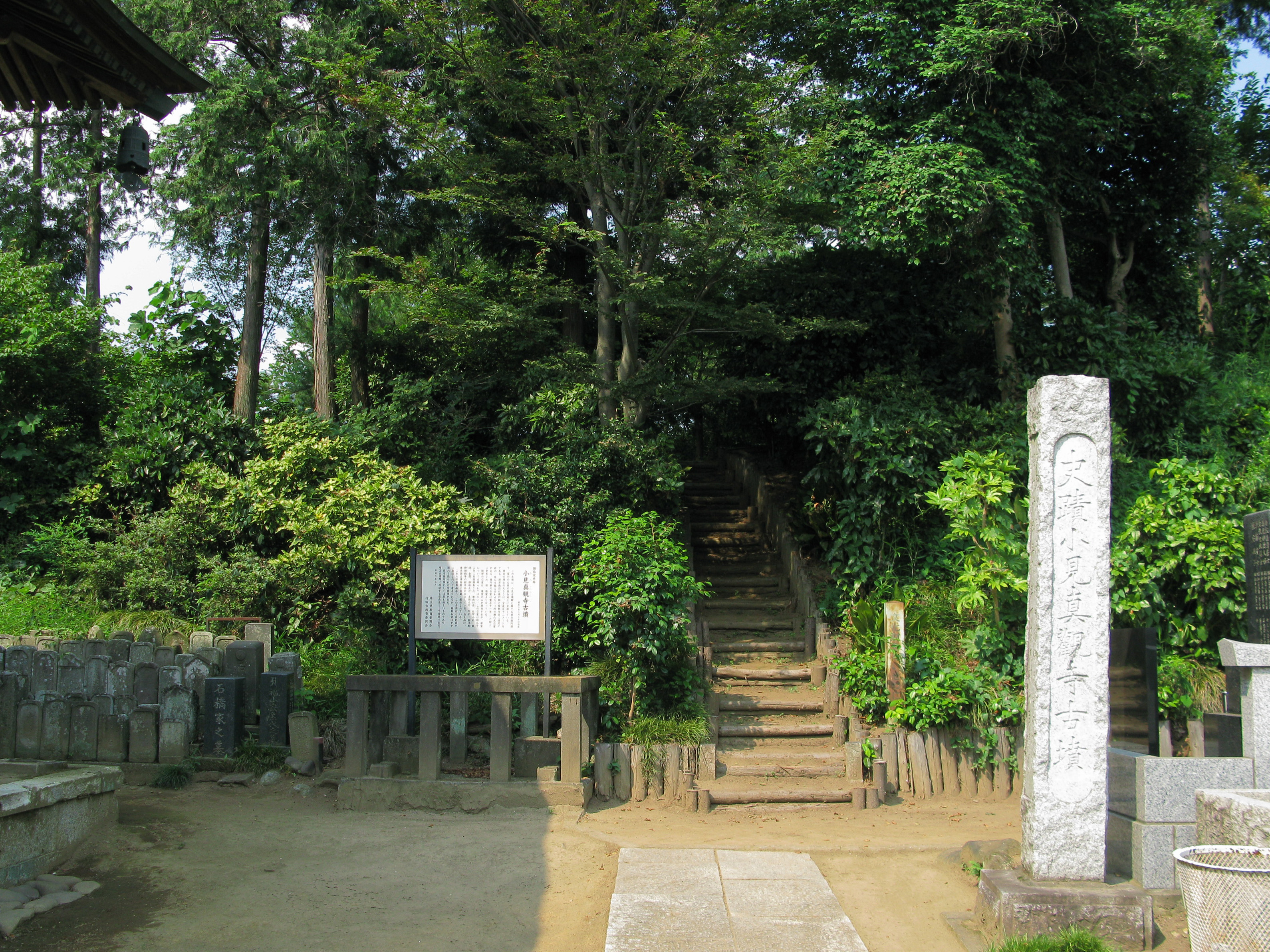
小見真観寺古墳（2011年7月

平安時代初期、坂上田村麻呂の開基である。その後、建保年間（1213年 - 1219年）に瀧憲鏡阿闍梨が中興した。
当寺の観音堂には、聖観音像が安置されている。平安時代末期の作とみられている。この観音像は秘仏で、12年に一度、午の年に開帳される。埼玉県の有形文化財に指定されている。
また、境内に6世紀末から7世紀初め頃に築造された小見真観寺古墳（国の史跡 1931年3月30日指定）がある。

## 文化財
- 真観寺聖観音像（埼玉県指定有形文化財 1954年3月4日指定）[4]

## 交通アクセス
- 武州荒木駅より徒歩15分。